# Tza'Quil
Tza'Quil är en ort i Mexiko.   Den ligger i kommunen Tila och delstaten Chiapas, i den sydöstra delen av landet, 700 km öster om huvudstaden Mexico City. Tza'Quil ligger 329 meter över havet och antalet invånare är 539.
Terrängen runt Tza'Quil är bergig åt sydväst, men åt nordost är den kuperad. Runt Tza'Quil är det ganska tätbefolkat, med 111 invånare per kvadratkilometer. Närmaste större samhälle är El Limar, 7,7 km öster om Tza'Quil. I omgivningarna runt Tza'Quil växer i huvudsak städsegrön lövskog.